# Esteban Cichello Hübner
Esteban Cichello Hübner (Hebreo: אסטבן מיכאל היבנר) es un filólogo y políglota argentino. Es docente en la Universidad de Oxford y autor de “Las llaves de Raquel.”

## Biografía
De familia humilde, su vida es una historia de superación a base de trabajo y estudio. Nació en La Falda, Córdoba y creció con su madre y abuela en un rancho de la periferia bonaerense, sin agua ni electricidad. Le apasionaban los idiomas y juntando cables de cobre consiguió comprar un diccionario de inglés, y aprender la lengua con un curso de los discos de vinilo de su vecina, quien se los prestaba a cambio de huevos. Tras completar el secundario nocturno especializado en letras mientras trabajaba como botones, su profesor de geografía le despertó el interés por viajar, y de conocer sus raíces, por lo que se planteó su siguiente meta, vivir unos años en Israel.
Con una naturaleza inquieta y un enorme instinto de superación, supo acercarse al poder y a las personas que le permitirían un ascenso en la escala social. Con 15 años y cuando era botones en el Hotel El Conquistador, de Buenos Aires, donde se concentraba el equipo Boca Juniors, comenzó su relación con Diego Armando Maradona. Se integró a la comitiva que acompañó al presidente Menem en su visita a Israel en 1991, y fue el artífice de llevar a Maradona a dar una conferencia en Oxford.
En Israel trabajó en el kibutz Kfar Ha-Horesh y después en el Hotel Sheraton de Tel Aviv, donde aprendía hebreo por las noches. Poco después comenzó sus estudios en la Universidad Hebrea de Jerusalén, donde estudió la carrera de Relaciones Internacionales y Ciencias Políticas, pagando los estudios mediante trabajo social.
Tras mandar solicitudes a las mejores universidades del mundo fue aceptado en Cambridge, John Hopkins y Oxford. Al no contar con medios para desarrollar los estudios,  intentó ahorrar y se fue a Japón como albañil y después a París, a trabajar en Eurodisney. Fue entonces cuando consiguió convencer al British Council para que le diera la beca Chevening para la Universidad de Oxford, pues inicialmente el BC se la había otorgado para la Universidad de Cambridge.
Ya estudiando en la universidad británica convenció a Maradona para viajar con su familia a la ciudad inglesa e impartir una conferencia en la Oxford Union, de la Universidad de Oxford. Fue elegido tres veces presidente de la Oxford L'Chaim Society.
Su claridad de objetivos, el método de la proyección, la superación ante las dificultades y la frustración y el continuo aprendizaje fueron las llaves de su crecimiento. Cichello vive en Oxford con su pareja y su hija. Continúa enseñando en la Universidad de Oxford.

## Formación y desarrollo profesional
Esteban Cichello se licenció en Relaciones Internacionales y Ciencias Políticas por la Universidad Hebrea de Jerusalén.  Hizo su maestría en Lingüística Aplicada y otro grado en Educación por  la Universidad de Oxford (Reino Unido) y postgrado en Lengua, Sociolingüística y Crítica textual por la Universidad de Salamanca. Ha ocupado diversos puestos académicos como profesor tutor y desde 2012 es director residente en programas de la Universidad de Oxford.

## Publicaciones académicas
- Cichello Hübner, Esteban. Chevruta Learning: An Exploratory Study of how Chabad Lubavitch Yeshiva Students Learn Languages. 2005.  University of Oxford.
- Hübner, Esteban Cichello. El aprendizaje de lenguas dentro de la Jevruta. 2012.